# Бет-Хорон
Бет-Хорон, или Беф-Орон (др.-евр. בֵּית חוֹרוֹן‬ — «дом перепутья»), — город эфраимский в древней Иудее. Делился на верхний город (Бет-Хорон верхний; др.-евр. בית חורון עליון‬) и нижний Бет-Хорон (др.-евр. בית חורון תחתון‬); находился на границе удела Эфраимского с уделом Вениамина.
Путь из Иерусалима проходил через этот город, но дорога была не проста, потому что здесь было начало Эфраимского плоскогорья. Город был стратегически важным и укреплялся не одним поколением царей. Многие чужеземные цари-захватчики пытались его захватить. Филистимляне, вавилоняне, египтяне, разграбляли его, но он снова отстраивался.